# Rolando Nannicini
Rolando Nannicini (Montevarchi, 27 luglio 1946) è un politico italiano.

## Biografia
È stato sindaco di Montevarchi per due consiliature.
Eletto deputato per la prima volta nel 2001 nei Democratici di Sinistra. Conferma il proprio seggio alla Camera anche nel 2006 nella lista de L'Ulivo. 
Alle elezioni politiche del 2008 viene rieletto deputato della XVI legislatura della Repubblica Italiana nella circoscrizione XII Toscana per il Partito Democratico.
Suo figlio Tommaso, docente di economia politica, dal gennaio 2016 è Sottosegretario alla Presidenza del Consiglio dei ministri del Governo Renzi.